# Industrie pétrolière en Iran

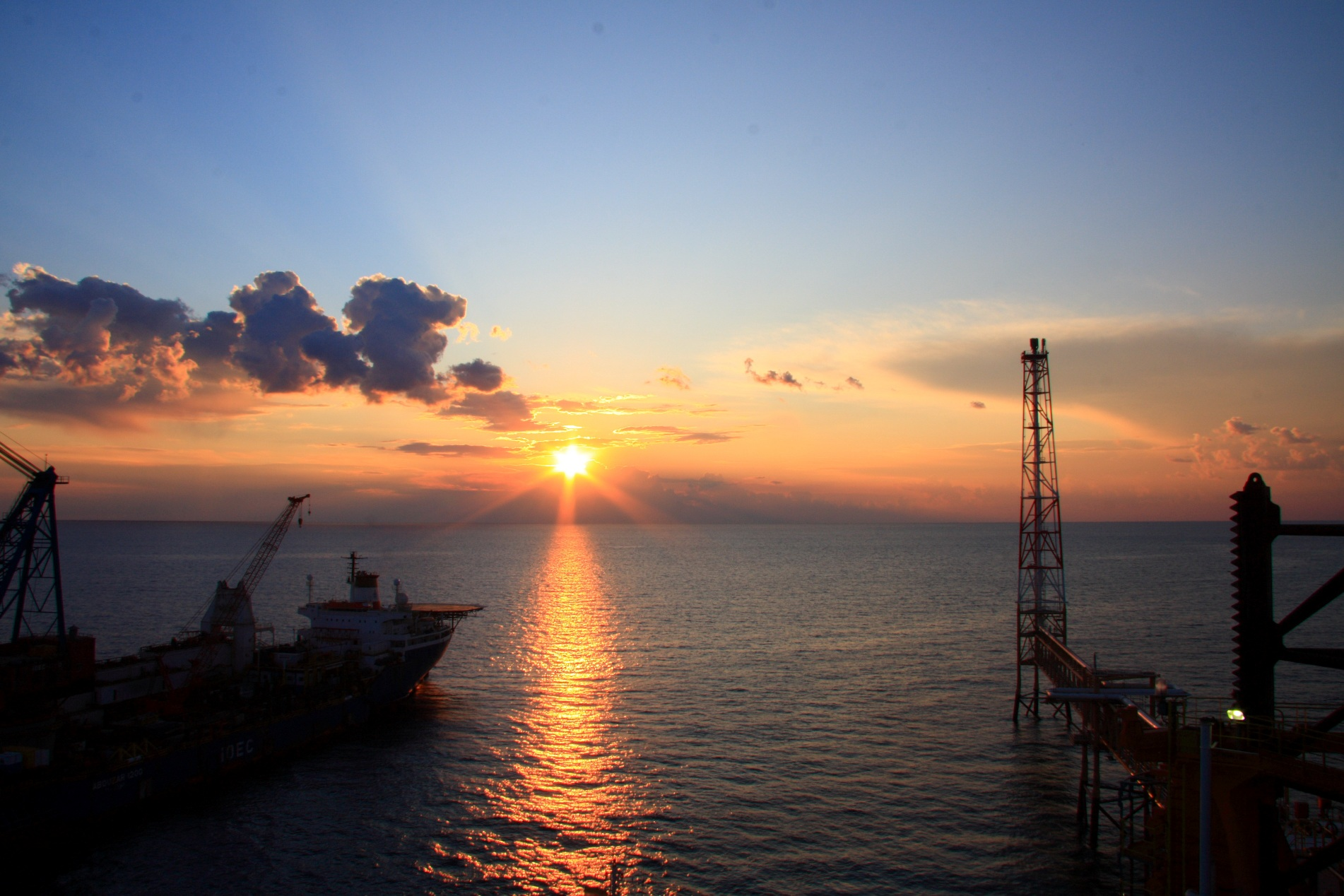
L'Iran produit 60 à 70 % de son équipement industriel domestiquement, y compris les raffineries, pétroliers, foreuses, plates-formes pétrolières et instruments d'exploration.

L'extraction pétrolière en Iran tient un rôle important dans l'économie et le statut de superpuissance énergétique du pays,,.
En 2004 l'Iran a produit 5,1 % du pétrole brut mondial (3,9 millions de barils par jour), ce qui a généré des recettes d'exploitation de 25 à 30 milliards de dollars US, et fut la première source de devises étrangères du pays,. Aux niveaux de production de 2006, les revenus pétroliers représentaient environ 18,7 % du produit national brut (PNB). Cependant, l'importance du secteur des hydrocarbures dans l'économie iranienne est bien plus élevée. En effet, l'industrie du pétrole et du gaz a été le moteur de la croissance économique, avec des conséquences directes sur les projets de développement publics, le budget annuel du gouvernement et la majorité des sources de devises étrangères.
Au cours de l'exercice financier 2009-2010, par exemple, le secteur représentait 60 % des recettes publiques et 80 % du total de la valeur annuelle des exportations et des recettes en devises. Les recettes pétrolières et gazières sont affectées par la valeur du pétrole brut sur le marché international. Il a été estimé qu'au niveau de quota défini par l'OPEC en décembre 2004, un changement de un dollar dans le prix du pétrole brut sur le marché international modifierait les revenus pétroliers de l'Iran de 1 milliard de dollars.
En 2012, l'Iran, qui exporte environ 1,5 million de barils de pétrole brut par jour, était le second plus grand exportateur des pays de l'Organisation des pays exportateurs de pétrole. La même année, les autorités iraniennes estiment que les revenus annuels engendrés par cette industrie pourraient atteindre 250 milliards de dollars en 2015. Selon une estimation de l'IHS CERA, les revenus pétroliers de l'Iran ont augmenté d'un tiers sur l'exercice 2011 pour atteindre 100 milliards de dollars, malgré les sanctions américaines. L'Iran prévoit d'investir un total de 500 milliards de dollars dans le secteur pétrolier avant 2025.

## Histoire

### L'ère du contrôle international (1901–1979)
L'histoire de l'extraction pétrolière en Iran débute en 1901, lorsque l'homme d'affaires britannique William D’Arcy obtient de Mozaffaredin Shah un accord de concession pétrolière, autorisant le Royaume-Uni à explorer et exploiter les ressources pétrolière du sud de l'Iran pour une durée de 60 ans. La découverte de pétrole en 1908 dans les environs de Masjed Soleiman mène à la formation de l'Anglo-Persian Oil Company (APOC), basée à Londres. En achetant une majorité des actions de l'entreprise en 1914, le gouvernement britannique prend le contrôle direct de l'industrie pétrolière iranienne, contrôle auquel il ne renoncera pas pendant 37 ans. 

#### Le contrat de 1933
En 1920 est signé l'accord Armitage-Smith, conclu de manière hâtive, et en défaveur de l'Iran. Lequel est révoqué de façon unilatérale par Reza Chah Pahlavi quand ce dernier arrive au pouvoir en décembre 1925. L'APOC a estimé que l'accord était toujours valable, mais a reconnu l'opportunité de réviser la concession. À cette fin, les discussions ont été ouvertes en 1928 par Sir John Cadman (en), le président de l'APOC, et Abdolhossein Teymourtash, le ministre de la cour.

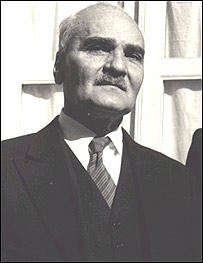
Hassan Taghizadeh

Les négociations subséquentes se sont poursuivies jusqu'au milieu de 1932, date à laquelle l'APOC a informé le gouvernement iranien que la redevance estimée pour 1931, année où les bénéfices ont été lourdement affectés par la dépression mondiale, n'ont été que de 306 872 livres sterling contre 1 288 312 livres sterling pour l'année précédente. Alors que les bénéfices de l'entreprise ont chuté d'environ 36 % entre 1930 et 1931, les recettes payables au gouvernement iranien, selon les pratiques comptables de la société, ont diminué de 76 %. Choqué par la chute précipitée des redevances, Teymourtash rejeta les termes qui avaient été négociés et proposa de recommencer à zéro les négociations, jusqu'à ce que Reza Shah intervienne ,.
Le 26 novembre 1932, en pleine session du Conseil des ministres, le Shah, accompagné de Sayyed Hassan Taghizadeh, le ministre des Finances, est arrivé et a réprimandé Teymourtash pour ne pas avoir conclu un accord avec l'APOC. Le Shah a ensuite dicté une lettre annonçant l'annulation du contrat de la concession avant de quitter ses ministres surpris. Le Premier ministre, Mehdi Gholi Hedayat, se souvient que dans sa colère Reza Shah a demandé une copie du dossier sur l'accord et l'a jeté dans la cheminée. L'annulation unilatérale de la concession par le gouvernement iranien a été officiellement publiée le 27 novembre 1932 . Thomas Jacks le représentant de la compagnie à Téhéran a reçu la lettre d'annulation, signée par Taghizadeh, le 27 novembre. 
Le gouvernement iranien, se plaignant du fait que la concession était en conflit avec les intérêts nationaux, a prétendu qu'il n'était pas juridiquement ou logiquement lié par des conditions de concession qui avaient été accordées avant l'établissement du gouvernement constitutionnel en Iran, compte tenu de la manière dont cette concession a été obtenue à ce moment-là. Toutefois, même si la lettre soutenait que l'annulation était le seul moyen de sauvegarder ses droits souverains, elle a déclaré que le gouvernement iranien ne refuserait pas, en principe, d'accorder une nouvelle concession. De son côté, le gouvernement britannique a rejeté le droit de l'Iran d'annuler la concession et, le 19 décembre 1932, a renvoyé le différend à la Société des Nations à Genève, après avoir tenté de se faire entendre à la cour pénale internationale de La Haye, qui s'était déclarée incompétente[réf. nécessaire]. 
Le cas du conflit pétrolier anglo-iranien à la Société des Nations a finalement été remis au docteur Eduard Beneš, ministre tchèque des Affaires étrangères, pour la médiation et ce dernier a mis la question en suspens afin de donner aux parties contentieuses le temps d'essayer de travailler un nouvel arrangement. Cinq mois plus tard, en avril 1933, Cadman lui-même est allé à Téhéran pour essayer de sauver la situation et a rencontré le Shah pour la deuxième fois le 24 avril. C'était un événement décisif au cours duquel Cadman et le Shah, hommes d'horizons contrastés, se sont joints à la connaissance commune que chacun avait l'autorité incontestée dans leur camp et la responsabilité ultime de parvenir à un accord. Ils s'acheminèrent vers la création d'un nouveau contrat.
À la fin des négociations, les représentants de l'APOC et les ministres iraniens, y compris Taghizadeh, Mohammad Ali Foroughi, le ministre des Affaires étrangères, et Ali Akbar Davar, le ministre de la Justice, étaient arrivés à la création d'un nouveau contrat. L'accord fut ratifié par le Parlement le 28 mai 1933 et reçut la sanction royale le 29 mai 1933. En vertu des dispositions du nouveau contrat de concession, les termes suivants  ont été convenus :

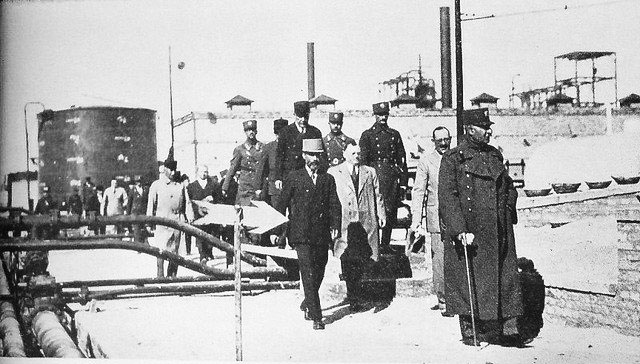
Reza Chah visitant la raffinerie d'Abadan, en 1931

Selon les termes du contrat, la superficie de la concession devait être réduite de 480 000 mètres carrés à 100 000 mètres carrés pour l'année 1938, ce qui entraîna la perte d'environ 80 % de la superficie couverte par la concession de 1901. La durée de la concession a toutefois été prolongée de 32 ans pour finir 1993, le contrat ayant une validité de soixante ans, comme celui de 1901, qui prévoyait la fin des exploitations en 1961. Sur le plan financier, l'accord prévoyait que l'APOC verserait un montant forfaitaire d'un million de livres sterling au gouvernement iranien en règlement de toutes les créances passées. Au lieu de 16 % des bénéfices de l'APOC, les redevances doivent être calculées selon une méthode plus directe, fondée non sur les bénéfices, mais sur le volume physique du pétrole et la distribution financière que l'entreprise a faite à ses actionnaires. Plus précisément à partir du 1er janvier 1933, la redevance devait être de 4 shillings (or) par tonne de pétrole vendue en Iran ou exportée, plus 20 % de la distribution de dividendes aux actionnaires ordinaires ou aux réserves de la société au-dessus d'un seuil de 671.250 Livres sterling (2 886 375 dollars). De plus, de petits paiements devaient être faits en lieu et place d'impôts locaux, consistant en 9 pence/tonne pour les 6 premiers millions de tonnes et 6 pence/tonne au-dessus de ce volume au cours des quinze premières années de la concession, Respectivement, pour les quinze années suivantes, les taux pour la période restante restaient à négocier. La société s'est engagée à fournir des produits pétroliers au marché intérieur avec une décote de 25 % pour le gouvernement et de 10 % pour le public, en partie grâce au développement du champ pétrolifère Naft-e-šāh et de la raffinerie Kermānšāh. En matière de représentation, le gouvernement iranien aurait le droit de nommer un «délégué» qui serait habilité à obtenir de la compagnie tous les renseignements auxquels les actionnaires avaient droit ; Ainsi que d'assister aux réunions du conseil d'administration, de ses comités et des assemblées des actionnaires convoquées pour examiner les questions découlant des relations entre l'APOC et le gouvernement iranien.
En ce qui concerne l'emploi, la compagnie devait recruter des artisans, des techniciens et des employés commerciaux de ressortissants iraniens, dans la mesure où elle pourrait trouver des Iraniens ayant la compétence et l'expérience requises. De plus, la compagnie et le gouvernement iranien devaient élaborer un "plan général" pour la réduction progressive des employés étrangers et leur remplacement par les Iraniens dans les plus brefs délais. Le droit exclusif de la compagnie de construire et d'exploiter des pipelines dans la zone de concession a été annulé. Avec la mise en œuvre de l'Accord de 1933, les redevances pour 1931 et 1932 ont été recalculées sur la nouvelle base, ce qui a finalement déboursé 1 339 132 Livre sterling (5 758 267 $) pour 1931, au lieu du montant des 306 872 livres sterling (1 319 549 $) qui avaient causé tant de vexations. Les revenus du gouvernement iranien provenant du pétrole vendu à l'intérieur et à l'extérieur du pays sont passés d'une moyenne de 12,3 cents US le baril entre 1913-1932 à une moyenne de 21,5 cents entre 1933 et juin 1951. Le montant total des recettes est passé de 5,7 millions $ en 1929, à 10,3 millions de dollars en 1936 et à 44,8 millions de dollars en 1950. La production de pétrole est également passée de 116 000 barils par jour à 171 000 barils/jour et 664 000 barils/jour, respectivement, pendant la période correspondante ,,

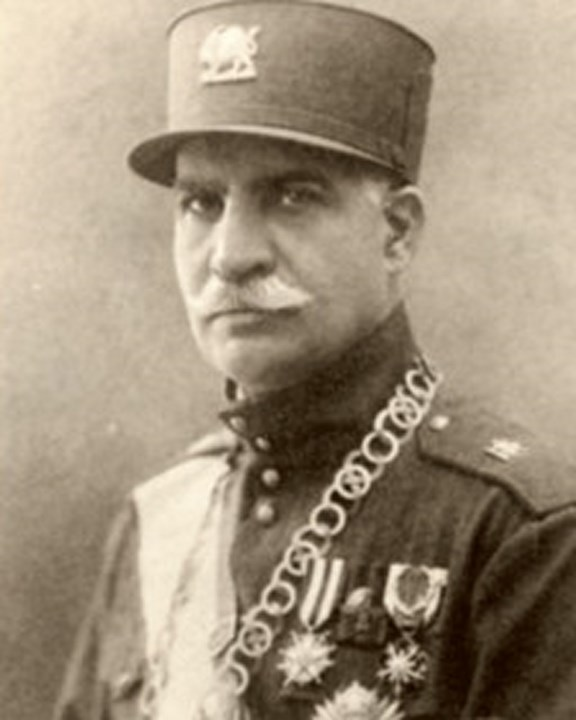
Reza Chah Pahlavi, shah d'Iran de 1925 à 1941

Un certain nombre de dispositions dans l'Accord de 1933 ont été les bases de futures controverses et des différends entre les deux parties prenantes. L'une des principales critiques, du côté iranien, a été l'extension temporelle de la concession pétrolière de 1961 à 1993, soit 32 ans de plus. Cette extension avait été faite apparemment comme une incitation à la future AIOC à entreprendre des investissements à plus grande échelle pour l'expansion de ses activités pétrolières en Iran. Cependant, dans les années suivantes et après l'abdication de Reza Chah, cette prolongation a été fortement condamnée par les politiciens iraniens comme une trahison des intérêts iraniens.
Une autre faiblesse est liée aux dispositions relatives des paiements au gouvernement iranien. Le paiement de la redevance, fixé à 4 shillings (or) par tonne de pétrole, ne tient pas compte de la hausse éventuelle des prix du pétrole, mais constitue une sauvegarde contre toute baisse des prix. En outre, les paiements fixes tenant lieu d'impôts étaient effectivement très faibles et n'étaient pas liés à la hausse du prix du pétrole, ni aux bénéfices croissants de l'AIOC, ni à d'éventuelles modifications des lois fiscales en Iran. En outre, la part de 20 % des bénéfices mondiaux dans le monde devait être calculée sur la base de la distribution de dividendes aux actionnaires ordinaires et était donc soumise aux politiques et décisionnaires de la compagnie pétrolière et du gouvernement britannique. En outre, la part iranienne a été affectée par le montant des bénéfices décidés par l'AIOC pour la distribution, la hausse des taux de taxation du gouvernement britannique, les restrictions imposées par le gouvernement britannique pendant la guerre et l'après-guerre et la politique de l'entreprise d'investir une part substantielle de son revenu dans des activités mondiales. Toutefois, un paiement annuel minimum de 750 000 livres sterling (3 225 000 dollars) a été garanti. Malgré les inconvénients susmentionnés, les termes de l'accord de 1933 étaient nettement meilleurs que ceux de la concession D'Arcy et il n'y avait pas de contrats de concession connus à ce moment-là, d'autant plus que l'Iran n'avait pas renoncé à utiliser l'ensemble de ses ressources pétrolières sans l'APOC dans le monde. À cette fin, il convient de noter ce que Cadman avait déclaré plus tard: « J'ai senti que nous avions été assez bien dupés » ,
Après 1935, l'APOC est renommée Anglo-Iranian Oil Company (AIOC).

#### Prémices de la nationalisation sous Mohammad Reza Chah
Reza Chah est déposé lors de l'invasion anglo-soviétique de l'Iran. Le 16 septembre 1941, son fils Mohammad Reza lui succède.

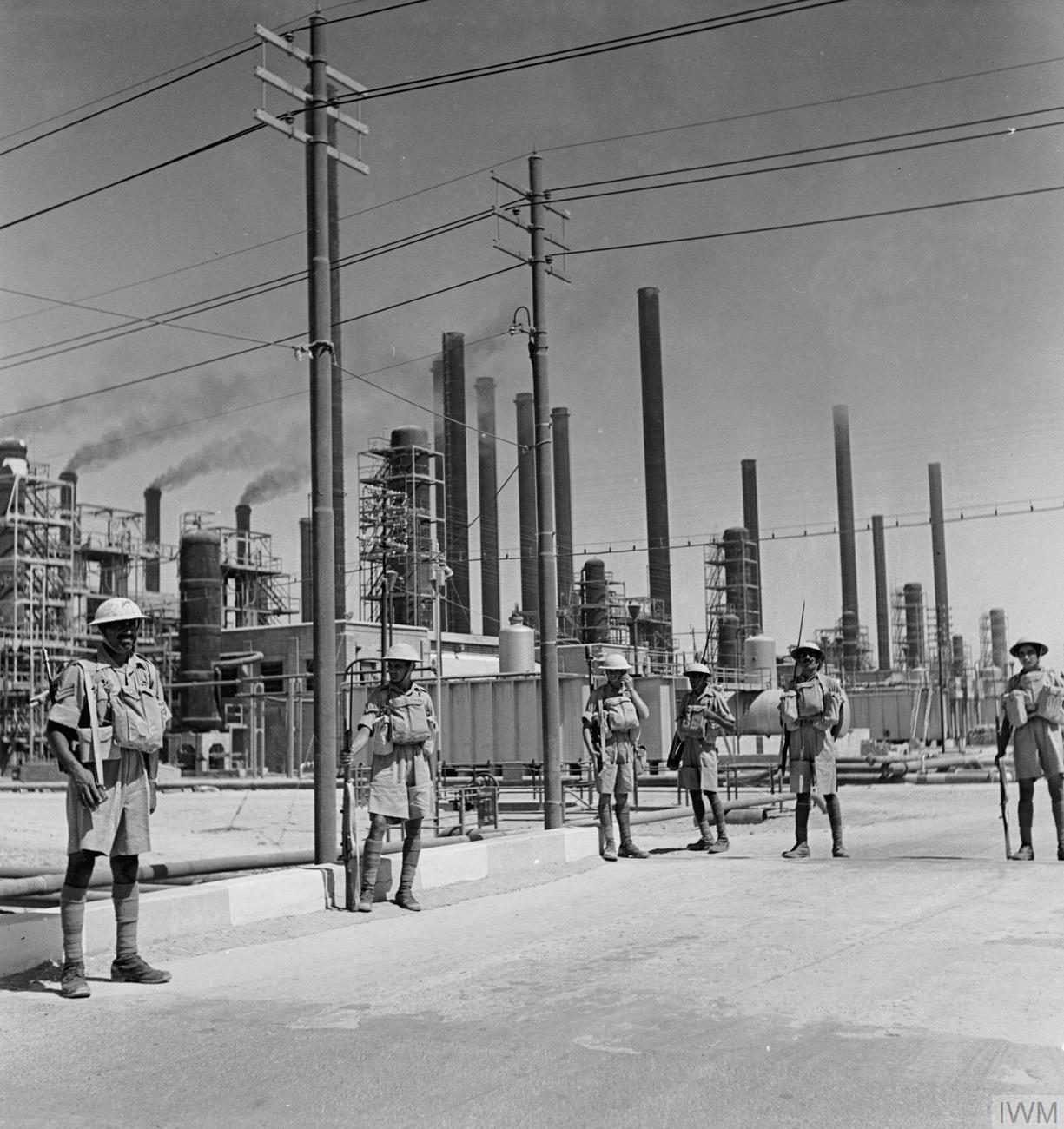
Occupation de territoires pétrolifères d'Iran pendant la Seconde Guerre Mondiale

Au lendemain de la Deuxième Guerre mondiale, l'insatisfaction iranienne à l'égard du niveau de la rentabilité des recettes pétrolières a été grandement aggravée par le désarroi croissant du fait que le gouvernement britannique ait tiré plus de revenus de l'AIOC par la taxation plus importante du gouvernement iranien dans l'exploitation des ressources nationales iraniennes. Par exemple, dans les années 1945, 1946 et 1947, les recettes iraniennes (y compris les redevances et les taxes) se sont élevées respectivement à 5,62, 7,13 et 7,10 millions de livres, tandis que les impôts du gouvernement britannique ont atteint 15,63, 15,59 et 16,82 millions de livres respectivement pour ces trois mêmes années .
Avec la montée du nationalisme iranien, la loi du 22 octobre 1947 charge le gouvernement iranien de revoir la concession de l'Anglo Iranian Oil Company, ce qui devint une question préoccupante dans la vie politique iranienne lors des années suivantes. Parmi les politiciens iraniens les plus étroitement associés à la ferveur nationaliste qui a été dirigée avec une grande vigueur contre l'AIOC, un homme en particulier, s'est distingué: le Dr Moḥammad Moṣaddegh. Ayant occupé divers postes importants dans les années 1920, il est apparu après l'abdication de Reza Shah en tant que personnalité politique centrale à Téhéran. Il a été élu à la quatorzième session du parlement où il a joué un rôle important dans l'adoption de l'importante loi du 2 décembre 1944, qui interdisait au gouvernement iranien de négocier ou de conclure des concessions avec des étrangers sans l'accord de la Parlement, ceux étant alors visés étant les soviétiques dans le cadre de la crise d'Azerbaïdjan . Lors des élections pour la quinzième session du parlement, Moṣaddegh s'est vu refuser un siège et en était donc absent lorsque la loi unique du 22 octobre 1947 a été adoptée. Cependant, il sera ensuite réélu en janvier 1950 à la seizième session du parlement, à la tête d'un nouveau groupe politique, le Front national, dont il est le fondateur, qui a rassemblé l'opposition à AIOC et a appelé à la nationalisation du pétrole iranien.

Mohammad Mossadegh

En juin 1947, quelques mois avant que le Majlis ne valide le projet de loi du 22 novembre, le Premier ministre d'alors, Aḥmad Qavām (Qāwām-al-Ṣalṭana ou Ghavam ol-Saltaneh) a averti Sir John Le Rougetel, l'ambassadeur britannique à Téhéran, que le gouvernement iranien pouvait à l'avenir se sentir obligé d'"attaquer" l'AIOC de sorte qu'il semblerait même remis en cause à l'instar des concessionnaires soviétiques qui avaient eu quelques démêlés des années plus tôt dans le nord de l'Iran. Appelant au sentiment nationaliste, il diffusa un discours le 1er décembre 1947, affirmant que lorsqu'il avait, lors de la crise irano-soviétique, informé le gouvernement soviétique du rejet par le parlement de la compagnie pétrolière irano-soviétique proposée, il avait également soulevé la question de la concession de l'AIOC et insisterait sur le fait que sa préoccupation principale était la satisfaction du peuple iranien .

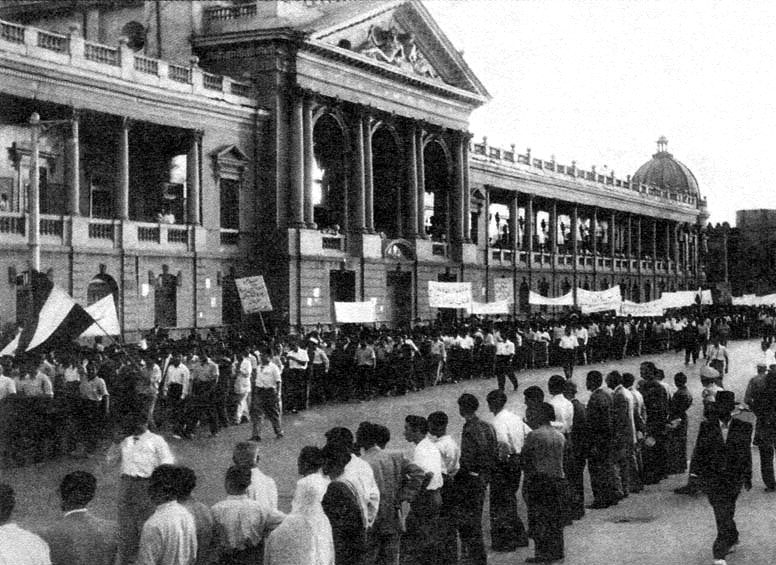
Manifestation en faveur de la nationalisation du pétrole iranien sur la place Toopkhaneh à Téhéran, début 1950

Les discussions préliminaires sur la révision de la concession pétrolière de 1933 furent officiellement été ouvertes à Téhéran le 28 septembre 1948 entre Neville Gass, directeur de l'AIOC, et Ḥosayn Pirniā, représentant du gouvernement iranien. Pirniā et ses associés présentèrent un mémorandum de 25 points qui reliait directement les discussions à la «clause E» de la loi du 22 octobre 1947 et mettait en évidence l'insatisfaction iranienne sur un certain nombre de points. Le plus important était l'affirmation selon laquelle les redevances iraniennes se comparaient défavorablement à celles de l'Irak, du Koweït et du Venezuela  en particulier, pays où le principe de la répartition des bénéfices étaient de 50/50 entre le gouvernement et les compagnies pétrolières étrangères. D'autres plaintes étaient liées à l'imposition britannique et à la limitation des dividendes ; le taux de change sterling/or utilisé dans le calcul des redevances ; les prix pratiqués par la société pour ses produits pétroliers en Iran ; l'iranisation de l'entreprise était aussi souhaitée.
Au cours des discussions sur le mémorandum, Gass tenta de convaincre le gouvernement iranien que l'accord de partage des bénéfices du Venezuela de 50/50 n'était pas approprié pour la comparaison puisque les recettes pétrolières du gouvernement vénézuélien provenaient exclusivement des opérations pétrolières menées au Venezuela, alors que les bénéfices de l'AIOC étaient obtenus à l'intérieur comme à l'extérieur de l'Iran. Aucun accord spécifique ne fut conclu et Gass quitta Téhéran le 18 octobre 1948.
La tentative d'assassinat du Shah à l'université de Téhéran, le 4 février 1949, fit l'effet d'un coup de tonnerre et inquiéta. L'assassin étant lié au parti pro-soviétique Tudeh, le parti fut interdit et le Shah acquis de nouvelles compétences constitutionnelles. Au cours des négociations qui ont débuté le 13 février 1949, le ministre des Finances, Abbāsqoli Golšā'iān (Abbas Gholi Golshayan), a souligné l'obligation du gouvernement iranien de se conformer à la loi du 22 octobre 1947, autour de laquelle la politique pétrolière iranienne tournait maintenant. Il demanda une modification fondamentale des méthodes de paiement des redevances et protesta qu'elles étaient comparées défavorablement à celles des autres pays producteurs de pétrole.
Le 9 mars, Moḥammad Sā'ed Marāqa'i (Mohammad Saed), le Premier ministre, a exigé l'acceptation immédiate du principe de répartition des bénéfices 50/50. Gass écrivit à William Fraser, le président de l'AIOC, lui disant que, à moins que quelque chose soit fait pour répondre à la demande des 50/50, les négociations pourraient se terminer en une impasse. Fraser répondit, suggérant qu'une solution pourrait être trouvée en séparant les intérêts de l'AIOC en Iran de ses intérêts ailleurs par la formation d'une nouvelle filiale dont les activités seraient limitées à l'Iran et seraient assujetties à une répartition 50/50 des profits.

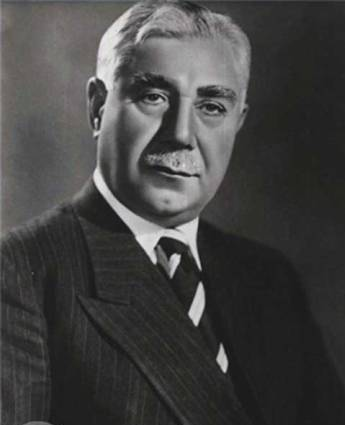
Mohammad Sa'ed

À la suite des négociations, l'Accord Complémentaire du contrat de 1933 fut signé le 17 juillet 1949 par Gass et Golšā'iān. Selon ses termes, la redevance par tonne devait être augmentée de 4 à 6 shillings par tonne, rétroactivement à 1948. Le problème de la limitation des dividendes de 20 % devait être contourné par la disposition que la compagnie ferait un paiement annuel supplémentaire à l'équivalent du gouvernement iranien à 20 % du montant placé dans la réserve générale chaque année, rétroactivement à 1948. En outre, le paiement annuel devait être majoré par le taux normal de l'impôt sur le revenu britannique. L'AIOC devait verser 5 090 909 livres sterling (21 890 908 dollars) au gouvernement iranien dans les trente jours suivant l'entrée en vigueur de l'accord complémentaire. En contrepartie de l'exemption continue de la fiscalité iranienne, la compagnie a accepté d'augmenter ses paiements de commutation de 9 pence à 1 shilling par tonne, rétroactivement à 1948. Enfin, il a été convenu que l'AIOC réduirait ses taxes sur les prix des produits propres à la consommation en Iran. Outre le versement unique de 5 090 909 livres sterling à effectuer sur les réserves générales, il fut calculé que les paiements de redevances et de taxes au titre de la convention supplémentaire seraient de 18 667 786 livres sterling (80 271 479 dollars) pour 1948 et 22 890 261 livres sterling (98 428 122 dollars) pour 1949. À titre de comparaison, les sommes de ces deux années selon le contrat de 1933 auraient été de 9 172 245 livres sterling (39 440 653 dollars) et de 13 489 271 livres sterling (58 003 865 dollars) respectivement . L'Accord complémentaire fut présenté au Parlement par le gouvernement Sā'ed le 19 juillet 1949 et commença à être débattu en séance publique le 23 juillet. Le débat a été remarquable pour les tactiques obstructives employées par Moẓaffar Baqā'i, Amir Teymur Kalāli et 'Abd-al-Hoṟsayn Ḥā'erizāda, opposants solides au gouvernement de l'époque, ainsi que pour le discours de filtrage de Ḥosayn Makki, le député du Front national, qui fit tout ce qui était en son pouvoir pour faire avancer la procédure. Le Président du Majlis a annoncé une demande de Sā'ed pour les séances de soirée pour régler les affaires exceptionnelles, mais les députés d'opposition quittèrent l’hémicycle pour empêcher le quorum d'avoir lieu. Sā'ed annonça que les élections pour la seizième session du parlement commenceraient le 6 août et que la quinzième session s'achèverait le 28 juillet 1949 sans que l'on se prononce sur l'Accord complémentaire. L'Accord ut soumis de nouveau au Parlement par Ali Manṣour ("Manṣur-al-Molk"), le nouveau Premier ministre, et fut ensuite transmis au Comité Parlementaire du pétrole, dirigé par Moṣsadegh dans lequel cinq députés du Front national étaient membres.
L'épisode de l'Accord Complémentaire commença par la loi du 22 octobre 1947 sur l'article unique et sur l'acceptation convenue de tous que la concession de l'AIOC nécessitait une révision. Il se termina par le retrait du premier ministre Ḥāj-'Ali Razmārā du projet de loi d'accord du parlement en décembre 1950 .

#### Nationalisation de 1951 et création de la Société nationale iranienne de pétrole (SNIP)
Le Premier Ministre Razmara rouvre des négociations avec l'AIOC. Face aux négociations qui traînent avec Razmara, le 20 novembre 1950, plusieurs députés du Front National, dont Mossadegh , présentent un projet de loi en 9 points sur la nationalisation absolue du pétrole au Parlement. Les négociations de Razmara sont interrompues par son assassinat, le 7 mars 1951 par Khalil Thamasebi, membre du groupe islamiste radical des Fedayin de l'Islam. L' ayatollah Abol-Ghasem Kashani déclara ensuite que le tueur de Razmara était un « sauveur du peuple iranien » et demanda sa libération immédiate. Au lendemain de l'assassinat de Razmara, la Commission du pétrole du Parlement décide de reprendre la loi de Mossadegh sur la nationalisation de l'industrie pétrolière de l'Empire d'Iran .
La nationalisation de l'industrie pétrolière, si elle s'est vue soutenue par la totalité du peuple iranien, a des attraits différents selon les uns et les autres. Pour le parti communiste Tudeh la nationalisation est une étape importante dans la mise en place d'un Iran socialiste. Pour Mohammad Mossadegh et son parti le Front national, ça allait plus avec la souveraineté politique et l' honneur national. Les islamiques et leurs partisans y ont vu une lutte contre l'occidentalisation (gharbsadegi) de l'Iran, critiquant Razmara qui se souciait de la praticabilité d'une telle loi, et freinait la nationalisation, cherchant à prendre toutes les précautions nécessaires , ce qui le fit passer pour un agent des anglais ; c'est du moins l'impression qu'il fit à Mossadegh, qui lui dit en pleine séance parlementaire, alors que Razmara venait de dire qu'il ne pensait pas que le pays soit réellement en mesure de vendre et d'extraire par ses propres moyens son pétrole .

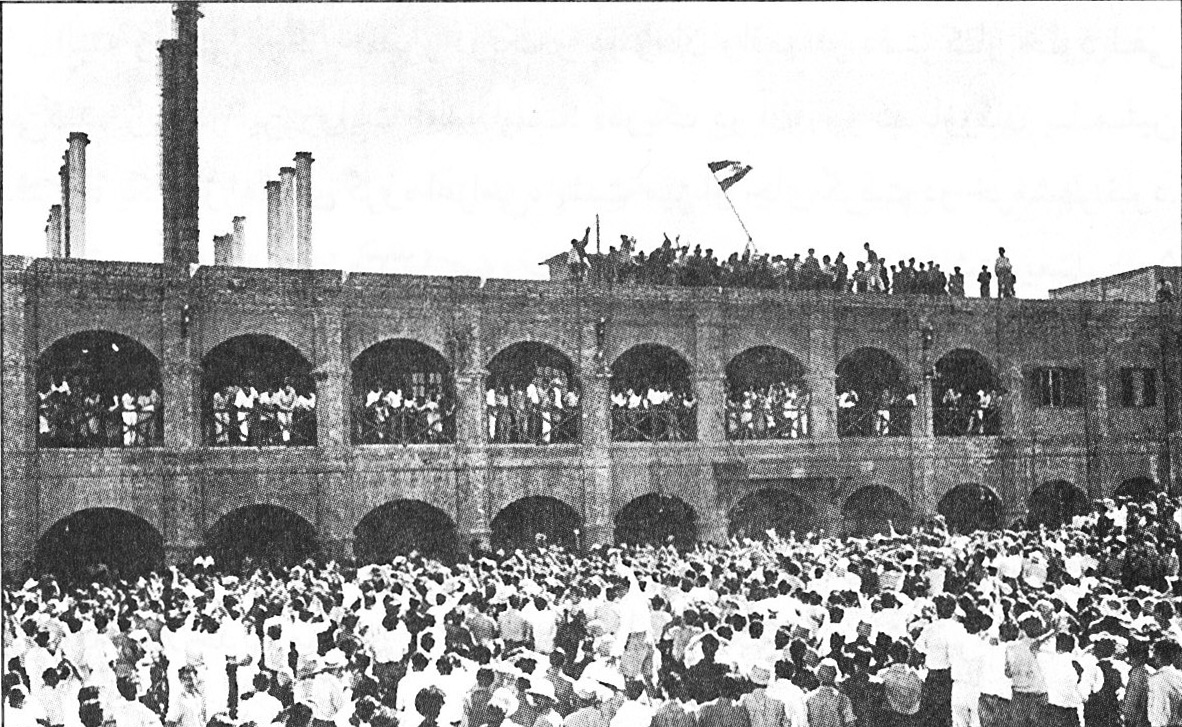
Proclamation de la SNIP à Abadan, le 20 juin 1951, en présence du Premier Ministre Mossadegh, du chah Mohammad Reza, et de la reine Soraya.

Le Parlement approuva le projet de loi de nationalisation le 15 mars 1951, une semaine après l’assassinat de Razmara et chargea la Commission Pétrolière d’en élaborer les règles d’application. Le 19 mars 1951, le Sénat approuva à son tour le projet, et il reçoit la sanction royale le 21 mars, où la joie populaire est déchaînée pour le nouvel an (Nowrouz) . Le Shah chargea ensuite Hossein Ala’, le nouveau Premier Ministre, de conduire les négociations sur la mise en pratique de la nationalisation sur la gestion de raffineries de l’AIOC. Mais l’AIOC, en signe de désaccord, refuse de payer les employés iraniens d’Abadan. En réplique, le Tudeh, lié aux mouvement syndicalistes, déclenche plusieurs manifestations, qui sont plutôt orientés contre le gouvernement qui a jeté de l’huile sur le feu en voulant nationaliser ; le Tudeh est en fait directement lié aux visées soviétiques (qui entrevoient une certaine répartition du pétrole, mais gérée par des étrangers : le pétrole du nord pour l'URSS, celui du sud pour britanniques, alors que les États-Unis prennent part au débat en soutenant les nationalistes ). Lors des manifestations, des Anglais trouvent la mort, et pour régler la situation, Ala’ décrète la loi martiale, réprime les manifestations mais finit par démissionner le 28 avril.

Le 29 avril 1951, Mohammad Mossadegh devient Premier ministre. Le 30 avril, le plan de 9 points fut confirmé par le Sénat et reçu la signature du Shah le 1er mai 1951 pour le nouveau gouvernement. A alors lieu la nationalisation proprement dite : Mossadegh facilite la tâche d’Ala’ : il refuse purement et simplement toute négociation avec les Britanniques, alors qu'en raison de son rôle dans le processus de la nationalisation, il est devenu l’idole du peuple iranien, adulé et encensé. Sa personnalité fascine, et le Shah s’associe autant qu’il peut à son action. Il fonde la Société Nationale Iranienne de Pétrole (SNIP, ou NIOC pour National Iranian Oil Company), désormais seule propriétaire du pétrole iranien pour le gouvernement . Le 28 juin 1951, la nouvellement fondée SNIP opère un changement de signalétique sur tous les emblèmes de l’impuissante AIOC. La gestion provisoire de la NIOC voyagea à Khorramshahr et déclara que les travailleurs et les employés de l’AIOC dépendaient maintenant de la SNIP et du gouvernement iranien. Ils exigèrent la libération du fonds et indiquèrent à la gestion de l’AIOC que 75 % de tous les revenus de façon rétroactive avant le 20 mars 1951 devaient être transférés au trésor de l' Iran.

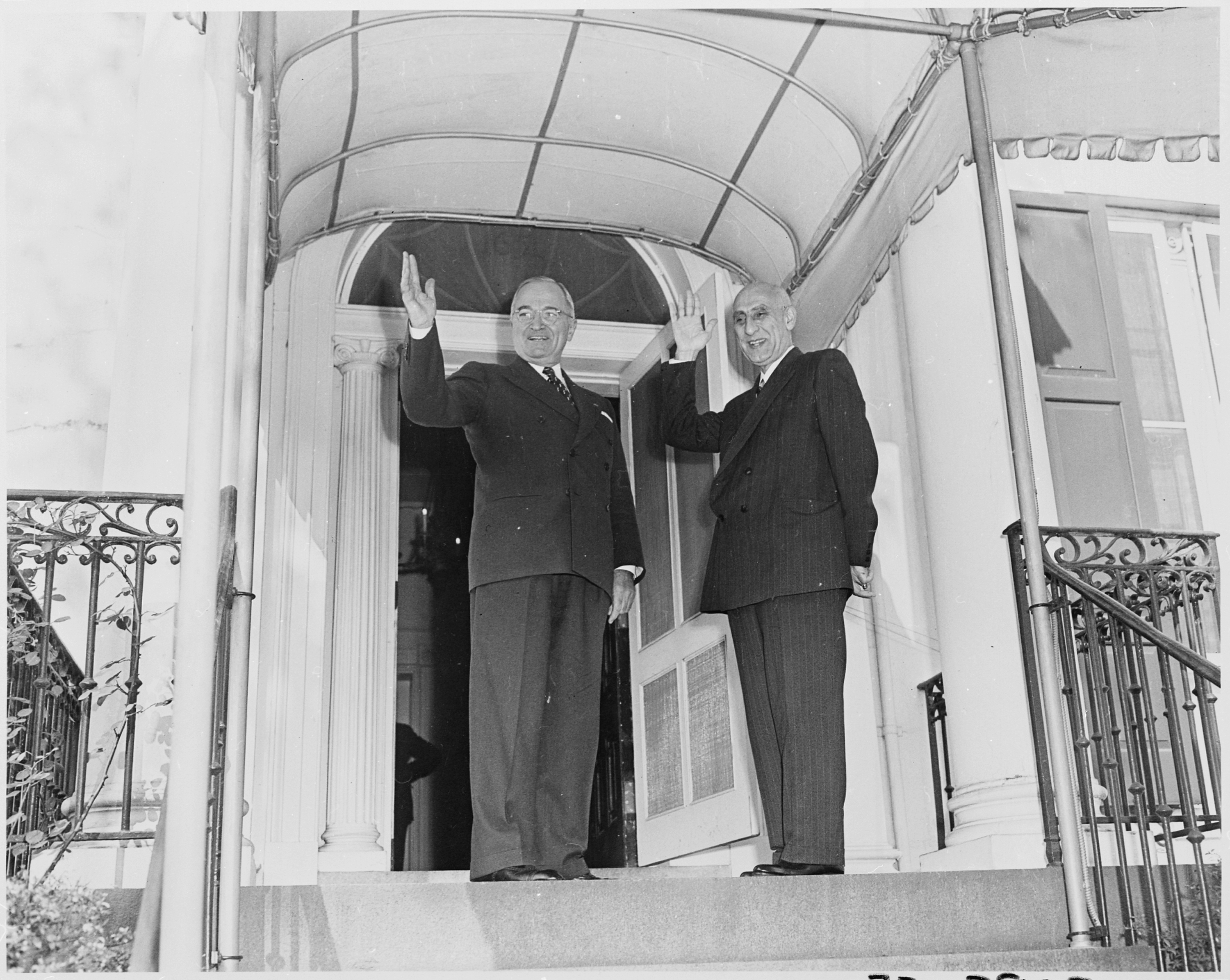
Le premier ministre d'Iran Mohammad Mossadegh et le président américain Harry S. Truman en octobre 1951.

La gestion locale de l’AIOC à Abadan refusa cette décision, estimant que les employés de l’AIOC restaient ceux de l’AIOC et non pas ceux de cette SNIP qu’ils ne reconnaissaient pas, puis voulurent rouvrir des négociations, mais la SNIP resta inflexible. Le différend sur la nationalisation de l'industrie pétrolière tourna à ce qui fut connu comme la crise d'Abadan. Les Britanniques protestent : ils effectuent même des manœuvres militaires à Chypre ou en Irak : le Chah en personne notifie à l’ambassadeur que si une attaque arrivait, il prendrait lui-même la tête de ses troupes contre les envahisseurs . L’ambassadeur américain Henry F. Grady joue les médiateurs dans la crise, puis il est relégué (ou rejoint) par Averell Harriman, administrateur du plan Marshall ; l’arrivée de cet américain en Iran déclenche l’hostilité du Tudeh, qui cherche à donner aux soviétiques un prétexte pour intervenir en Iran . Les Anglais, se sentant toujours spoliés, font appel à la Cour internationale de Justice à La Haye et plus tard, au Conseil de sécurité des Nations Unies, mais sans parvenir à un accord sur la question. La Cour déclara qu’elle n’était pas compétente, car ne régissant que les conflits entre les États et non pas les conflits entre un groupe et un état. En outre, le Conseil de sécurité, après avoir confronté un émissaire britannique et Mossadegh venu en personne, décide « de ne pas inscrire l’affaire à l’ordre du jour ». Les États-Unis, s’ils déplorent la crise, ne voient pas que des mauvais côtés aux événements, espérant avoir un rôle dans l’issue future de la crise  : Mossadegh voyage aux États-Unis à l’occasion de sa présence au Conseil de sécurité de l’ONU, et est accueilli par le président Truman. Les américains finissent par lâcher les Anglais, et ces derniers rapatrient tout le personnel de l’AIOC hors d’Iran. Mossadegh leur offre un emploi dans la nouvelle société SNIP, mais pas un n’accepte .

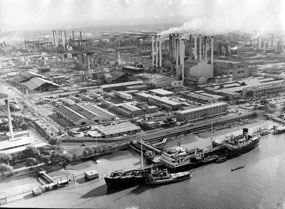
Les installations de l'AIOC à Abadan

Les mois passent et la situation se détériore : les techniciens iraniens ne sont pas assez expérimentés ni nombreux pour s’occuper des puits, qui ferment ou brûlent, faute d’entretien. Les relations continuent de se dégrader avec les Anglais, qui finissent par décréter un embargo total sur le pétrole iranien : ils décrètent que tous pays acquiesçant du pétrole iranien, acquerra un bien volé . Les pays de l'ouest se détournent de l'Iran pour acheter leur pétrole. La situation politique en Iran n’est pas mieux, Mossadegh, entraînant le pays dans la crise par son intransigeance, commençant à perdre son aura, bien que l'anglophobie du peuple reste vivace. Les britanniques saisissent une nouvelle fois la Cour de La Haye, et Mossadegh et sa suite s’y rendent, cette fois. Les débats sont plus houleux, et la Cour finit par se déclarer de nouveau incompétente. C’est une victoire pour les iraniens, mais c’est un statu quo . En juillet 1952, Mossadegh, reconduit de justesse par le Parlement, exige de ce dernier puis du chah les pleins pouvoirs pour six mois et le ministère de la Guerre . L’un comme l’autre refusant, inquiets devant les intentions floues du chef du gouvernement, Mossadegh remet au Shah sa démission.
Sous la pression populaire, cependant, le nouveau premier ministre Ghavam est désavoué et sa maison incendié par les partisans de Mossadegh. Le 22 juillet, soit trois jours après sa démission, ce dernier est rappelé par le chah. Il revient au pouvoir - et le consolide. Il vide la cour et son gouvernement de tous les ennemis éventuels. Le 28 février, le shah pense à quitter la capitale dont l'atmosphère est devenue pesante, mais, face aux nombreuses manifestations en sa faveur (et contre Mossadegh), il décide de rester.
Les mois passent et le pétrole iranien ne se vend toujours pas, même au quart du prix original. De 54 millions de tonnes en 1950, les ventes tombent à 132 000 tonnes en 1952 . La situation interne continue d’empirer, les émeutes de toutes factions continuant. Dans le camp des opposants à Mossadegh, on trouve désormais Fazlollah Zahedi, un général iranien qui fut son ministre de l’Intérieur mais qui avait démissionné après que Mossadegh ait blâmé le chef de la police qui avait réprimé les manifestations anti-américaines lors de l’arrivée d’Averell Harriman, chose que Mossadegh avait plus tôt approuvé mais qu’il avait condamné pour éviter de perdre le soutien des communistes . Mossadegh l’a en outre suspecté d’être l’un des principaux instigateurs des événements de février 1953. Le 24 avril 1953, l’enlèvement et l’assassinat du chef de la police, Mahmoud Afshartous, mystérieux mais dans lequel aurait trempé Mozaffar Baghai [réf. nécessaire], ancien allié de Mossadegh rallié à Zahedi, aggrave l’insécurité ambiante. Le 10 mai, une émeute prend d’assaut le siège du Majlis au Baharestan, agressant les députés, et l'ayatollah Kachani démissionne de sa présidence du Majlis ; sa résidence est attaquée et dynamitée le 1er août .

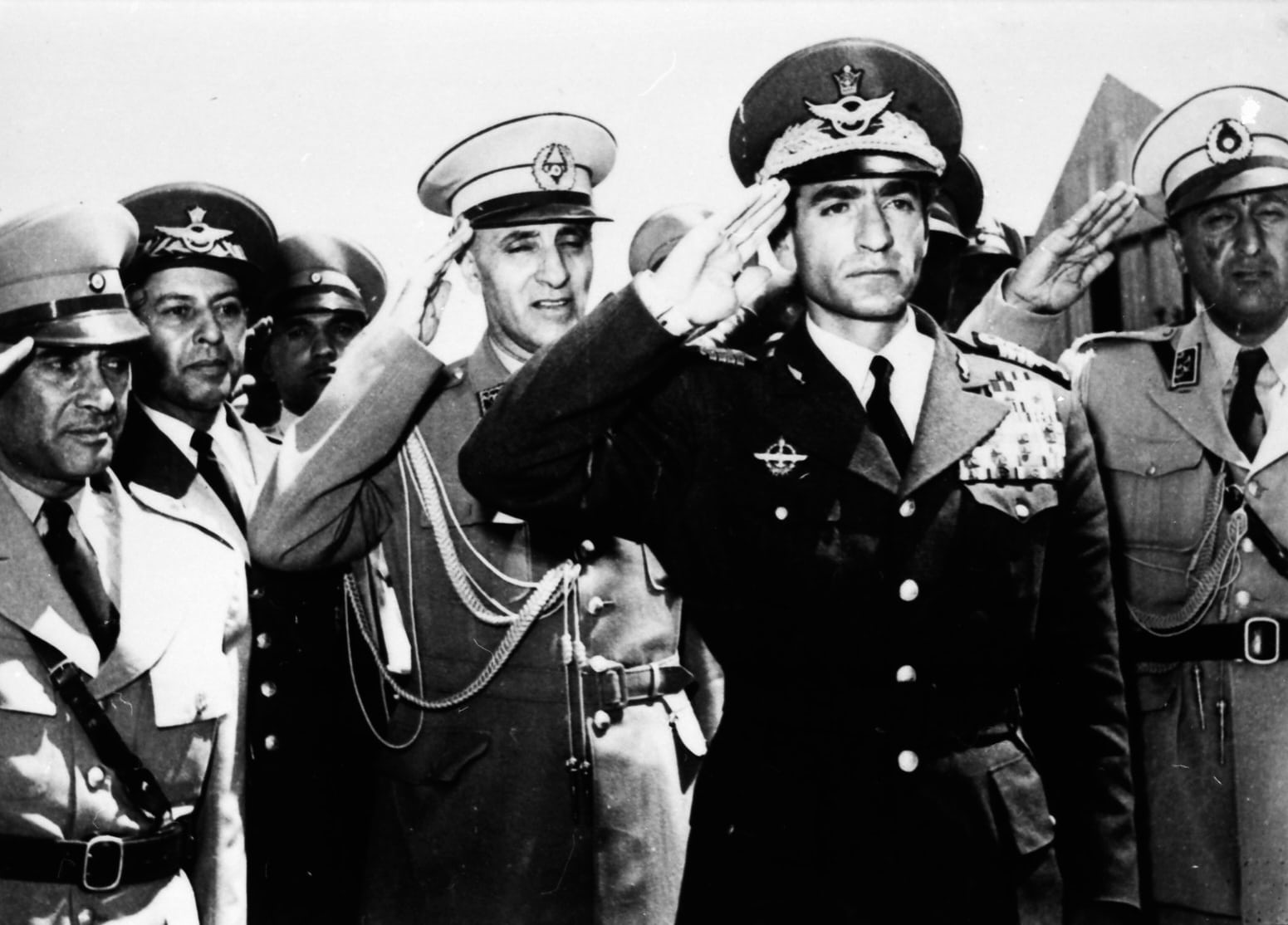
Le général Zahedi accueille Mohammad Reza Shah de retour à Téhéran le 22 août.

Début 1953, Dwight D. Eisenhower, devenu président des États-Unis le 20 janvier 1953, se pose en nouveau médiateur sur le litige britannique : il offre à Mossadegh de faire reconnaître la nationalisation à l’AIOC, contre dédommagement de la compagnie anglaise, et de renflouer ensuite les caisses de l’état iranien, qui en ont grandement besoin . Mais Mossadegh exige un prêt à ses conditions et louvoie sur le reste. À Washington, des rumeurs naissent qu'il aurait décide de se tourner vers l'Union soviétique pour vendre le pétrole ; la nouvelle administration prend peur : on sait que Mossadegh, pour se faire pressentir et ensuite pour la nationalisation, a pactisé avec les communistes, et qu’il a dans son gouvernement de nombreux sympathisants de la république, comme Hossein Fatemi, ou du pacte de Varsovie . Et si l’Iran se tournait vers le bloc de l’est ? Face à la demande déconcertante de Mossadegh, Eisenhower diffère sa réponse, puis commence de secrètes tractations avec le Royaume-Uni pour trouver une issue à la crise, qui passera par le remplacement de Mossadegh, et qui débouche sur la planification d’un coup d’état supervisé par les services secrets américains et britanniques pour renverser Mohammad Mossadegh.
Le coup d'État (opération Ajax) d'août 1953, visant à renverser Mossadegh, échoue et le chah, qui avait donné son accord au plan, s'enfuit à Rome. Profitant de la panique générée, l'armée menée par le général Fazlollah Zahedi effectue un second coup d'état, avec l'aide du clergé mené par les ayatollah Kashani et Bouroujerdi, chasse Mossadegh et rappelle le Shah après deux semaines d'exil.

#### Industrie pétrolière iranienne de 1953 à 1979

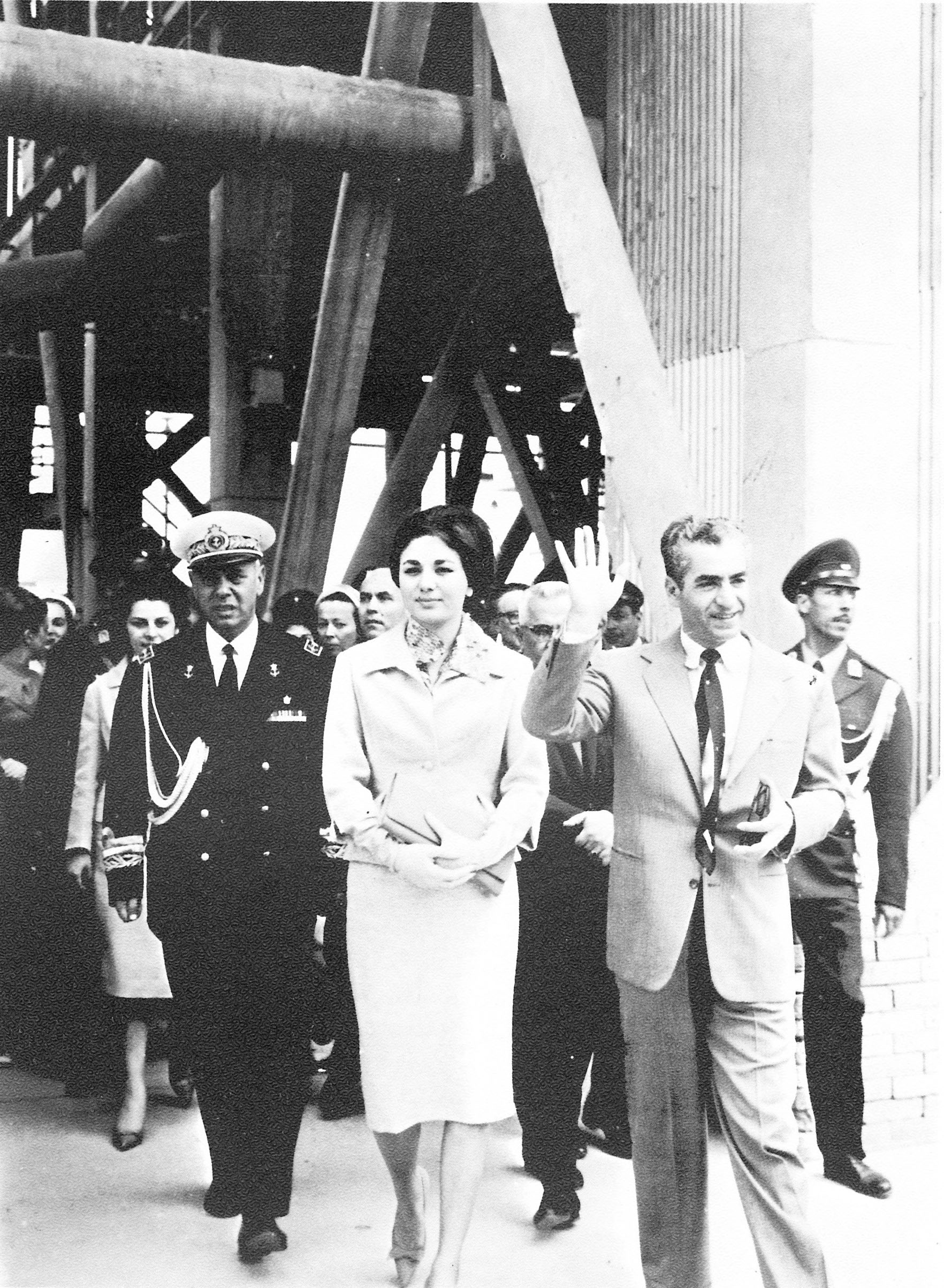
Le Shah et la Shahbanou visitent la raffinerie de pétrole d'Abadan au début des années 1960.

Zahédi devient Premier ministre et le résultat est le même que si l'opération des services secrets avait réussi . Le renversement du gouvernement Mossadegh conduit à une renégociation des accords pétroliers avec l’AIOC, ouvrant la voie à un nouvel accord pétrolier,. Le chah refuse cependant de revenir sur la nationalisation et que l’AIOC récupère son « territoire » Entrent ainsi en jeu les Américains, ainsi que les Néerlandais et les Français, plus minoritaires, pour donner une allure composite à cette ingérence étrangère . Car l’Iran a besoin de ces compagnies étrangères : le pays possède trop peu de techniciens expérimentés ou même de main d’œuvre, et le gouvernement Zahedi ayant accepté la proposition de renflouement économique proposée par Einsenhower. En 1954, un nouvel accord divise équitablement les bénéfices entre la NIOC et un consortium multinational, une holding appelée Iranian Oil Participants Ltd (IOP) et groupant l'AIOC (rebaptisée British Petroleum), cinq compagnies américaines, la Royal Dutch Shell et la Compagnie française des pétroles. 
L'influence des compagnies américaines sur l'industrie pétrolière iranienne est si grande que Nelson Rockefeller put ainsi déclarer à Dwight D. Eisenhower en 1962 : « Nous avons pu nous assurer le contrôle total du pétrole iranien… À l’heure actuelle, le shah ne saurait entreprendre le moindre changement dans la composition de son gouvernement sans consulter notre ambassadeur accrédité auprès de lui ! »  
En 1973, le Chah annonce que les accords pétroliers du consortium de 1954 ne seront pas reconduits en 1979, date à laquelle ils devaient prendre fin. Le 23 janvier, il accuse dans un discours à l'occasion du dixième anniversaire de la Révolution blanche les compagnies pétrolières internationales de nuire à l'Iran avec leur politique de financement ; après ce discours, il y eut de nouvelles négociations entre le consortium et le gouvernement iranien. Le Shah exigea que la SNIP prenne le contrôle complet de la production de pétrole dans le sud de l'Iran ainsi que dans les raffineries à Abadan, et que les compagnies pétrolières ne soient plus que des acheteurs de pétrole iranien. En juillet 1973, on parvint à un nouvel accord, avec effet rétroactif du 21 mars 1973, les sociétés d'exploitation du Consortium pour la promotion et la vente de pétrole iranien furent dissoutes. La NIOC accomplissait la tâche et était désormais responsable de la production, la transformation et de la vente de pétrole iranien . Il aura fallu 22 ans avant que l'industrie pétrolière iranienne ne soit complètement entre les mains des Iraniens, depuis l'adoption de la loi de nationalisation en 1951.
La production de pétrole iranienne culmine en 1974 à 6,1 millions de barils par jour.
À l'époque de la révolution islamique de 1978-1979, les cinq plus grandes entreprises internationales à avoir des accords avec la NIOC ne représentent que 10,4 % de la production totale de pétrole[réf. nécessaire]. Pendant cette période, l'industrie pétrolière en Iran reste déconnectée des autres industries, particulièrement l'Industrie manufacturière ; cette séparation entraîne des inefficacités dans l'économie de l'ensemble de l'industrie du pays, liée à la surchauffe de l'économie, l'un des principaux problèmes responsables de la révolution islamique.

### L'ère de la nationalisation du pétrole (1979)

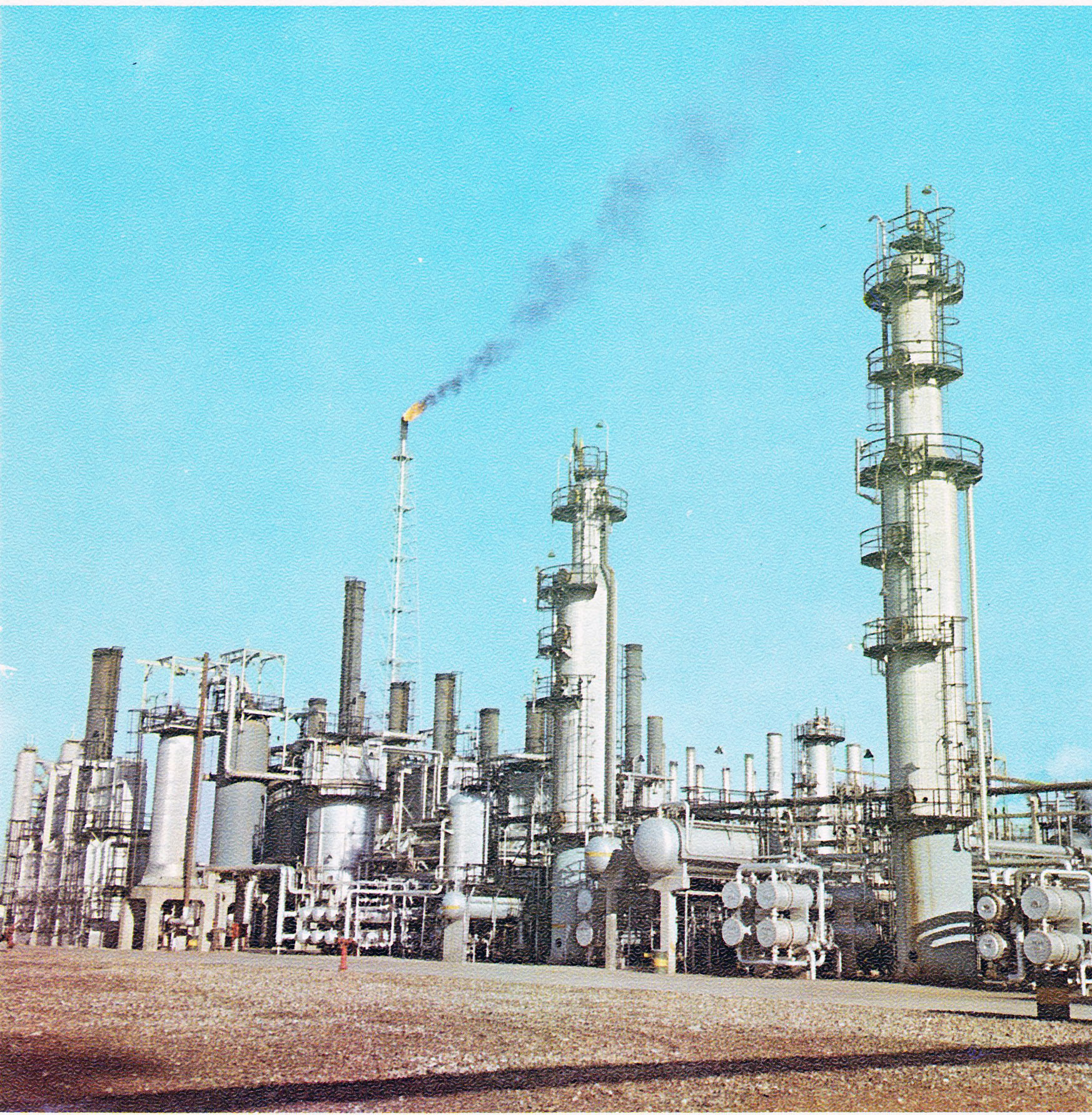
Installations de craquage catalytique à la raffinerie d'Abadan.

À la suite de la révolution, la National Iranian Oil Company prend le contrôle de l'industrie pétrolière iranienne et annule les accords pétroliers internationaux de l'Iran. En 1980, l'exploitation, la production, la vente et l'exportation de pétrole sont déléguées au Ministère du pétrole. Initialement, la politique pétrolière post-révolutionnaire est basée sur les besoins en devises et la préservation à long terme des ressources naturelles. Cependant, à la suite de la guerre Iran-Iraq, cette politique est remplacée par une approche plus agressive : maximiser les exportations et accélérer la croissance économique.
Entre 1979 et 1998, l'Iran ne signe d'accord pétrolier avec aucune compagnie pétrolière étrangère. Au début de la première administration du président Mohammad Khatami (en fonction de 1997 à 2005), le gouvernement accorde une attention particulière au développement de l'industrie pétrolière et gazière du pays. Le pétrole est défini comme capital intergénérationnel et comme un fondement indispensable du développement économique. Ainsi, entre 1997 et 2004, l'Iran investi plus de 40 milliards de dollars dans l'augmentation de la capacité des gisements pétrolifères existants, la découverte et l'exploration de nouveaux gisements et réserves.
Ces projets sont financés soit sous la forme d'investissements conjoints avec des entreprises étrangères, soit par des entrepreneurs nationaux, ou encore par des investissements directs de la NIOC. Conformément à la loi, l'investissement étranger pour la découverte de pétrole n'est possible que sous la forme de convention de rachat (buyback), en vertu de laquelle la NIOC est tenue de rembourser les frais et conserve l'entière propriété du gisement. La commercialisation du pétrole brut à des acheteurs potentiels est gérée par la NIOC et par une entreprise publique appelée Nicoo. Nicoo commercialise le pétrole iranien en Afrique, et la NIOC le commercialise en Asie et en Europe.

## Production et réserves de pétrole

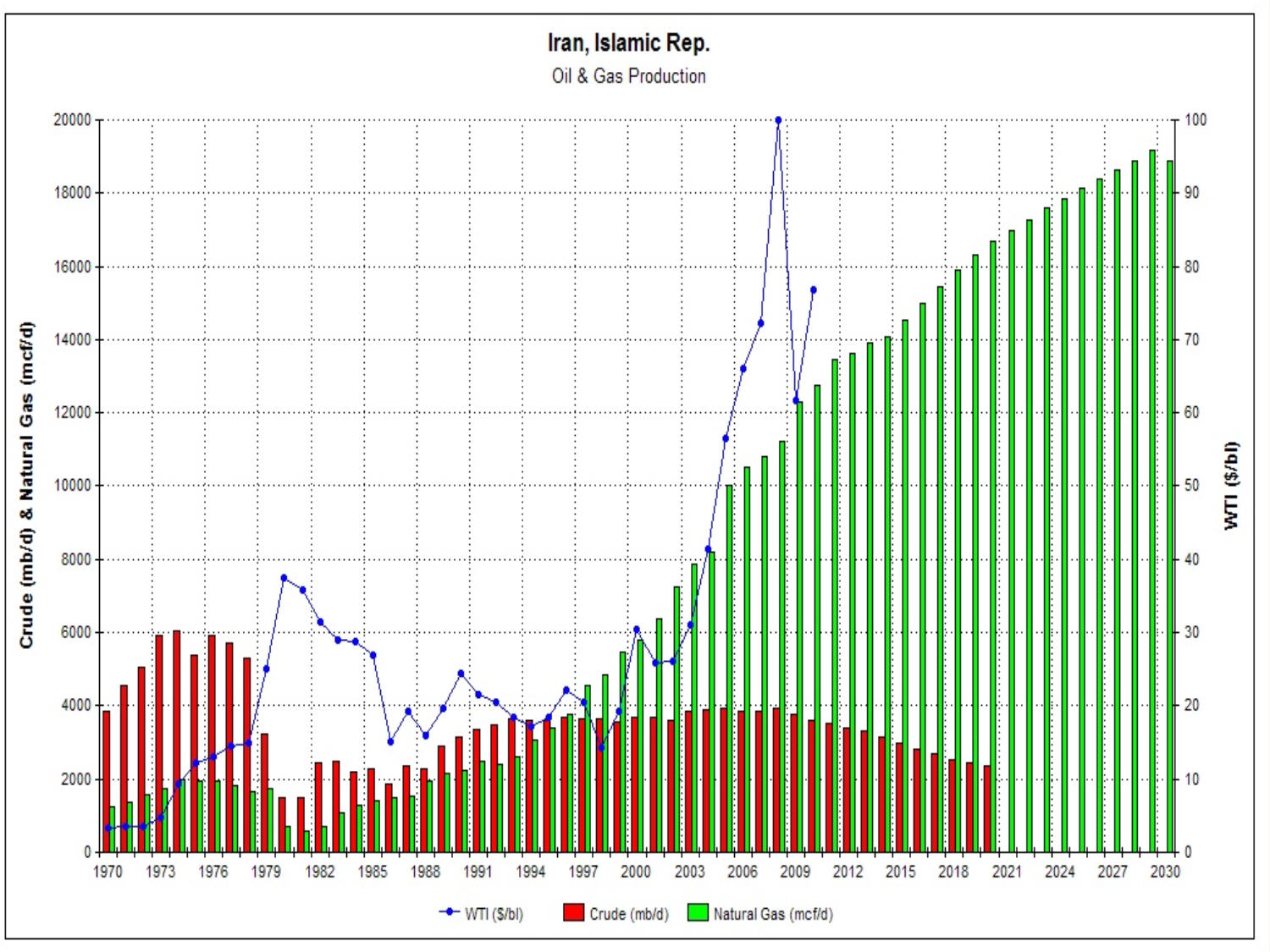
Production pétrolière et gazière historique et estimée de l'Iran (1970-2030), les chiffres historiques s’arrêtant en 2010

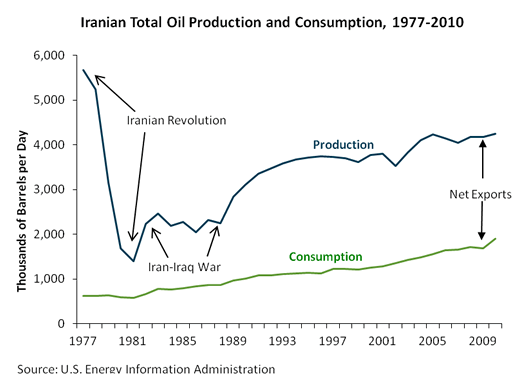
Production et consommation de pétrole en Iran (1977-2010)

La production totale de pétrole atteint un niveau record de 6,6 millions de barils par jour (Mbbl/j), soit 1 050 000 m3/j en 1976. Dès 1978, l'Iran devient le second producteur et exportateur de pétrole brut de l'OPEC, et le quatrième producteur au monde. Après un long déclin dans les années 1980, la production reprend et augmente de façon constante à partir de 1987. En 2008, l'Iran produit 3,9 Mbbl/j (620 000 m3/j) et exporte 2,4 Mbbl/j (380 000 m3/j. Comptant pour 5 % de la production mondiale, l'industrie pétrolière iranienne retourne ainsi à la position de deuxième plus grand producteur de l'OPEC.
En 2006, l'Iran déclare des réserves en pétrole brut s'élevant à 132,5 milliards de barils (2,107 × 1010 m3), ce qui représente environ 15 % des réserves prouvées des pays de l'OPEC, et 11,4 % des réserves prouvées mondiales. Tandis que les estimations de réserves de pétrole brut restent relativement stable entre 2001 et 2006, à hauteur de 1 154 Gbbl (1,835 × 1011 m3), les estimations des réserves de pétrole de l'Iran sont révisées à la hausse lorsqu'un nouveau champ pétrolifère est découvert près de Bushehr. La valeur marchande des réserves de pétrole iranien, au prix des bruts de référence d'environ 75 dollars US par baril, s'élève à environ 10 000 milliards de dollars.
Au début des années 2000, des compagnies pétrolières internationales de Chine, France, Inde, Italie, Pays-Bas, Norvège, Russie, Espagne et du Royaume-Uni concluent des accords avec la National Iranian Oil Company pour développer les gisements pétrolier et gazier iraniens. En 2007, à la suite d'un protocole d'accord remontant à octobre 2004, la Chine signe un contrat majeur pour l'achat de pétrole et de gaz à l'Iran, ainsi que pour le développement du champ pétrolier iranien de Yadavaran, dans le sud-ouest du pays. La valeur de ce contrat est estimée à 150 à 200 milliards de dollars sur 25 ans,. En 2009, la China National Petroleum Corporation (CNPC) signe un accord avec la National Iranian Oil Company par lequel la CNPC acquiert une participation de 70 % et promet de payer 90 % des frais de développement de la partie sud du gisement d'Azadegan, nécessitant des investissements à hauteur de 2,5 milliards de dollars. Plus tôt dans l'année, la CNPC remporte également un contrat de 2 milliards de dollars pour développer la première phase de la partie nord du champ pétrolifère d'Azadegan.
Un accord plus modeste mais néanmoins important est signé avec l'Inde pour la prospection et la production de pétrole et de gaz naturel au sud de l'Iran.
En 2006, la production décline de 8 % pour les champs pétroliers onshore existants (fournissant la majorité de la production), et de 10 % pour les champs offshores.
Les menaces de sanctions économiques américaines liées à l'Iran Sanction Act réduisent les investissements bien en deçà des niveaux désirés par l'Iran. Ils ne permettent à l'Iran que de continuer à maintenir ses exportations de pétrole à un niveau inférieur aux quotas définis par l'OPEC. Aujourd'hui, une grande partie de l'équipement industriel pétrolier de l'Iran est produit par des entrepreneurs nationaux majeurs. En outre, l'Iran est parmi les rares pays à avoir atteint la technologie et le savoir-faire nécessaires pour le forage dans les eaux profondes.

## Raffinage et consommation

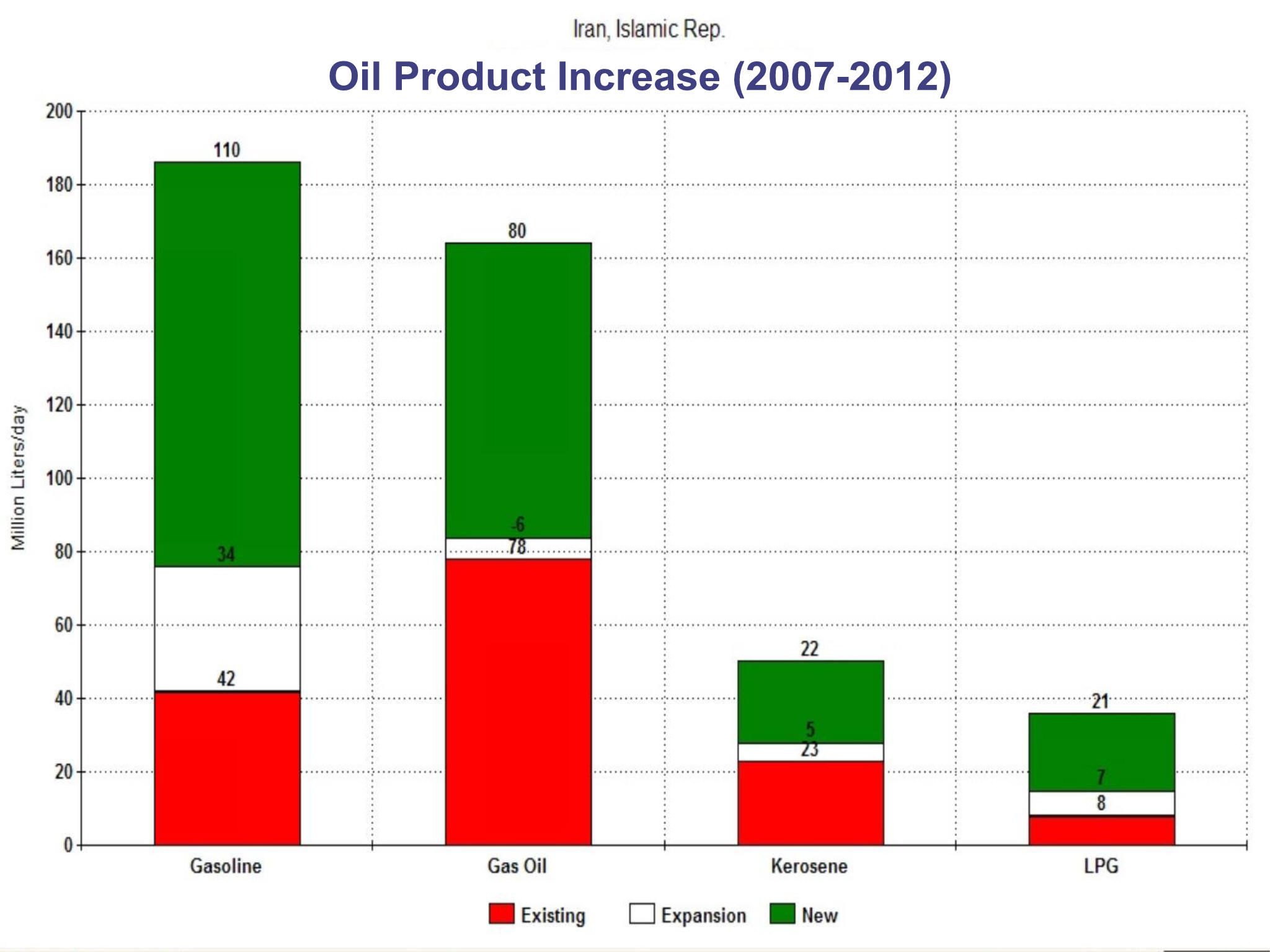
Augmentation des capacités de raffinage de l'Iran entre 2007 et 2012 par l'extension et la construction de nouvelles raffineries.

En janvier 2013, les raffineries de la Société iranienne de raffinage et de distribution du pétrole (NIORDC) possèdent une capacité combinée de 1,45 Mbbl/j (231 600 m3/j).
En 2004, les pipelines transportent 69 % des produits raffinés, les camions 20 %, les trains 7 % et les pétroliers 4 %. Le raffinage du pétrole produit une large gamme de produits pétroliers tels que du gaz de pétrole liquéfié (GPL), de l'essence, du fioul et des lubrifiants. En 2011, l'Iran est un exportateur net de produits pétroliers grâce à d'importantes exportations de fioul lourd, mais les raffineries ne peuvent satisfaire la demande intérieure pour les distillats légers comme l'essence.
Entre 1981 et 2010, la consommation domestique de produits pétroliers augmente de 0,6 Mbbl/j à 1,8 Mbbl/j, avec un taux de croissance annuel moyen de 3,7 %. Entre 1981 et 2004, la consommation d'essence augmente de 6 % par an, mais la production domestique ne satisfait que 75 % de la demande pour ce produit. En 2004, l'Iran importe de l'essence à hauteur de 1,6 milliard de dollars US. En 2006, le pays importe 41 % de son essence, mais en 2010 ces importations baissent à 19,5 % de la consommation d'essence.
D'importants investissements visent à augmenter la capacité de raffinage pour faire de l'Iran un pays exportateur d'essence d'ici 2015. La capacité de raffinage de l'Iran augmente de 18 % en 2010, la plus forte croissance parmi les pays de l'OPEC. Le dirigeant de la NIORDC annonce en 2011 que le pays vise à doubler sa capacité de raffinage pour atteindre 3,5 millions de barils par jour. D'après FACTS Global Energy (FGE), les importations d'essence par l'Iran devraient cesser en 2013, à la suite de la mise à niveau des raffineries existantes.

## Commerce du pétrole et des produits pétroliers

Treemap des recettes d'exportations de l'Iran pour l'année 2010. L'exportation du pétrole et des produits pétroliers représente cette année 73 % du total des recettes d'exportations iraniennes.

Selon l'Economist Intelligence Unit, les exportations de pétrole constituent 80 % du total des recettes d'exportation iraniennes, et 50 à 60 % des recettes du gouvernement.
En 2006, les exportations de pétrole brut totalisent 2,5 Mbbl/j, soit environ 62,5 % de la production du pays. La politique d'exportation de pétrole brut évolue après la révolution iranienne à cause de l'embargo commercial contre l'Iran et de la stratégie marketing de la National Iranian Oil Company. Initialement, la politique d'exportation post-révolutionnaire de l'Iran est fondée sur les besoins en devises et la nécessité de la préservation à long terme des ressources naturelles. Par ailleurs, le gouvernement décide d'élargir le commerce du pétrole avec d'autres pays en voie de développement. Alors que les exportations destinées à l'Europe, au Japon et aux États-Unis passent de 87 % des exportations avant la révolution à 52 % au début des années 2000, la part des exportations destinées à l'Asie de l'Est (Japon exclu) a considérablement augmenté. Outre les exportations de pétrole brut, l'Iran exporte des produits pétroliers. En 2006, le pays a exporté 282 000 barils (44 800 m3 de produits pétroliers, soit environ 21 % de sa production totale de produits pétrolier.
En 2010, l'Iran, qui exporte environ 2,6 million de barils de pétrole brut par jour, est le second exportateur parmi les pays de l'organisation des pays exportateurs de pétrole. Plusieurs grandes économies dépendent du pétrole iranien : les importations de pétrole iranien représentent 10 % des importations de pétrole sud-coréennes, 9 % des importations indiennes et 6 % des importations chinoises.
Par ailleurs, le pétrole iranien constitue 7 % des importations de pétrole japonaises et 30 % des grecques (décembre 2011). L'Iran est également un fournisseur majeur de pétrole pour l'Italie et l'Espagne.
Selon une estimation de l'IHS CERA, les revenus pétroliers de l'Iran augmentent d'un tiers sur l'exercice 2011 pour atteindre 100 milliards de dollars (moyenne de 2,51 Mbbl/j), malgré les sanctions américaines. Pour l'exercice 2012, Agence internationale de l'énergie estime que ces revenus ont chuté à 69 milliards de dollars. Cette diminution est imputable au durcissement des sanctions appliquées par les États-Unis et l'Union européenne au cours de l'été 2012. C'est notamment le résultat de l'interdiction de l'UE frappant les importations de pétrole iranien ainsi que l'interdiction pour les assureurs et réassureurs européens (P&I clubs) d'indemniser les pétroliers transportant du brut iranien à compter du 1er juillet 2012. Les exportations iraniennes chutent alors à moins de 1 million de barils par jour en juillet, pour revenir à une moyenne de 1,5 Mbbl/j sur l'année 2012, moyenne en baisse de 1 Mbbl/j par rapport à 2011. La même année, la répartition des exportations de pétrole iranien est la suivante : 49,6 % pour la Chine et l'Inde, 20,9 % pour le Japon et la Corée du Sud, 14,4 % pour la Grèce, l'Italie, l'Espagne et la Turquie, 8,5 % pour les pays non-membres de l'IEA et 1,3 % pour le reste des pays européens.

## Industrie pétrochimique

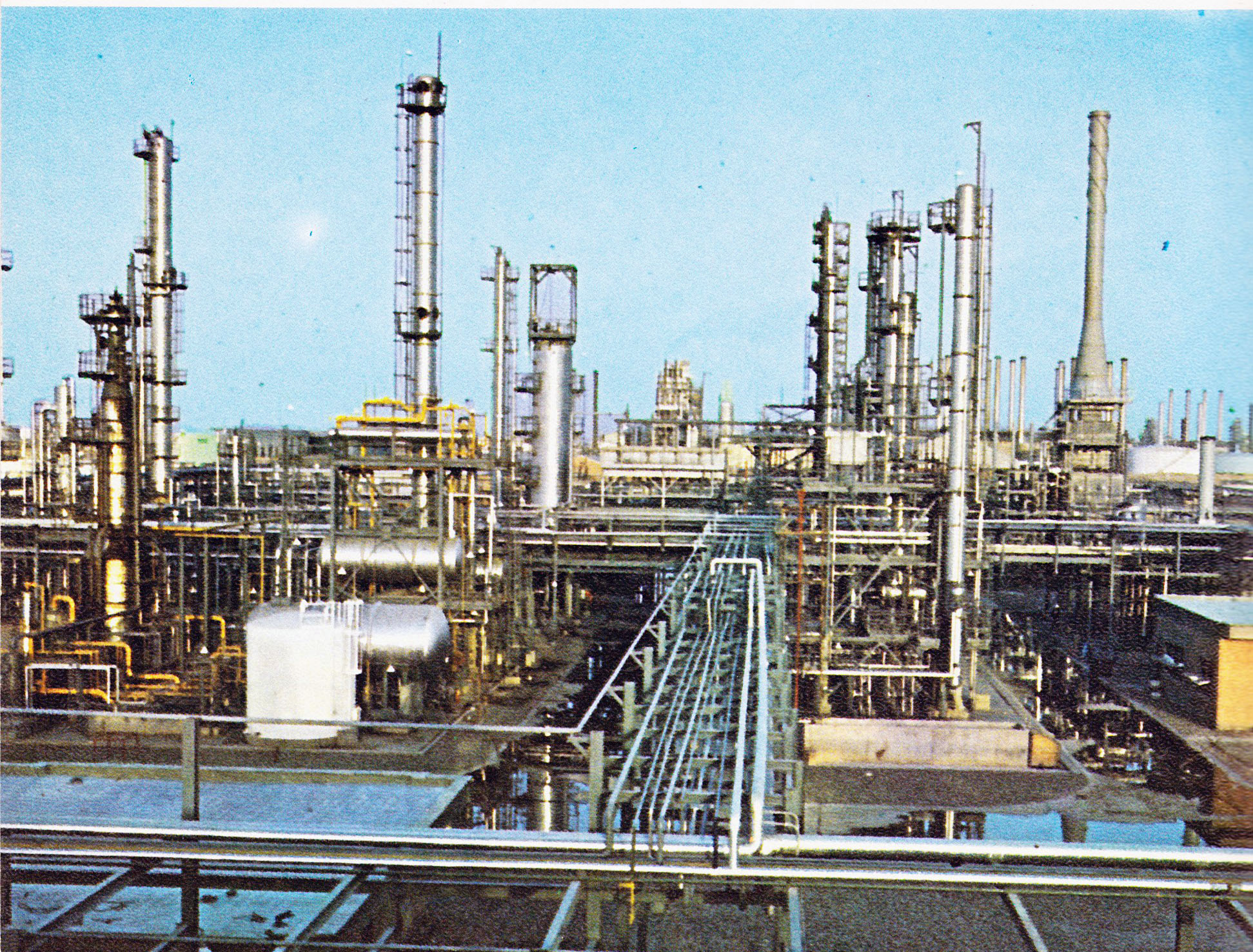
Complexe pétrochimique d'Abadan

Au début des années 2000, un ambitieux projet d'état demande l'augmentation de la production pétrochimique annuelle de 9 millions de tonnes en 2001, à 100 millions de tonnes en 2015. La capacité de sortie estimée en 2006 n'est que de 15 millions de tonnes.
Le but de cette expansion est d'accroitre les exportations de produits transformés à base de pétrole, qui sont plus profitables que les matériaux bruts.
En 2005, l'Iran exporte 1,8 milliard de dollars US de produits pétrochimiques (environ un tiers des exportations de produits non pétroliers). Recevant 30 % des exportations pétrochimiques de l'Iran, la Chine et l'Inde sont ses principaux partenaires commerciaux dans cette industrie. Ses ressources naturelles donnent à l'Iran un avantage comparatif unique dans la production pétrochimique lorsque les prix internationaux du pétrole brut augmentent. Le gain est encore plus important dans les usines qui utilisent du gaz liquide comme principal intrant. Pour l'année fiscale 2006, la part de l'industrie pétrochimique dans le PIB est estimée à 2 %.
Les industries pétrochimiques iraniennes absorbent une grande quantité des investissements privés et publics.
Au début des années 2000, 43 % de ces investissements sont financés par la National Iranian Petrochemical Company, une filiale du Ministère du pétrole qui gère l'ensemble du secteur. Des créanciers étrangers détiennent 53 % (plus de 100 banques et sociétés étrangères), des banques domestiques 3 %, et le marché des capitaux 1 %.
La majorité du capital physique de l'industrie pétrochimique est importé, et l'industrie n'a pas de liens solides en amont avec les industries manufacturières.
En 2006, de nouvelles usines pétrochimiques sont entrées en fonction à Bandar-e Mahshahr et Assalouyeh, tandis que trois nouvelles constructions sont entamées.
La capacité de production de l'Iran National Petrochemical Company devrait dépasser 100 millions de tonnes par an en 2015, contre une estimation de 50 millions tpa en 2010, et devenir ainsi le second plus grand producteur de produits chimiques au monde après  Dow Chemical.

## Défis
Plusieurs facteurs ont entraîné une baisse de la production de pétrole et une lente reprise des exportations de pétrole comme l'épidémie de COVID-19 à partir de février 2020 et les sanctions américaines réimposées à la mi-2018.